# 정치적 기본권
정치적 기본권(Politisches Grundrecht)은 참정권, 청원권, 언론 출판 집회 결사의 자유 등 국민의 정치 사회생활을 보호하는 여러 기본권을 말한다. 정치적 기본권이 제대로 보장되지 않는 곳에 민주주의가 발전하기는 힘들다.

## 대한민국
대한민국 헌법재판소는 2001헌마710 판결에서 "종래 정치적 기본권으로는 헌법 제24조(공무원선거권)와 제25조(공무담임권) 및 그밖에 제72조 제130조(국민투표권)가 규정하는 이른바 '참정권'만을 의미하는 것으로 보았다. 그러나 오늘날 정치적 기본권은 국민이 정치적 의사를 자유롭게 표현하고, 국가의 정치적 의사형성에 참여하는 정치적 활동을 총칭하는 것으로 넓게 인식하고 있다."하고 판시하였다.

### 정치적 자유권

##### 정당의 설립과 활동의 자유
헌법재판소는 2004헌마456에서 "헌법 제8조 제1항의 "정당의 설립은 자유이며, 복수정당제는 보장된다"고 규정하여 국민 누구나가 원칙적으로 국가의 간섭을 받지 아니하고 정당을 설립할 권리를 국민의 기본권으로 보장하면서 아울러 그 당연한 법적 산물인 복수정당제를 제도적으로 보장하고 있다."라고 판시하고 있다. 정당설립을 허가제로 할 경우에는 위헌이지만, 최소한 확인적 성격을 가지는 정당법상의 등록제는 위헌이라고 볼 수 없다. 또 검찰총장의 퇴직 후 2년 이내에 정당의 발기인 및 당원이 될 수 없다고 한 검찰청법 제12조 제5항과 경찰청장의 퇴직 후 2년 이내에 정당의 발기인 및 당원이 될 수 없다고 한 경찰법 제11조 제4항에 대해서 정당설립 및 가입의 자유를 침해한다고 하여 위헌결정을 하였다. 또 초중등교원의 정치활동제한을 합헌 판결을 내렸다.

## 참고 문헌
- 이선애, 헌법- 정치적 기본권, 고시계, 1990.02.